# 原彪
原 彪（はら ひょう / たけし、男性、1894年（明治27年）11月24日 - 1975年（昭和50年）12月17日）は、日本の政治家、政治学者。衆議院副議長。本名は彪之助。

## 来歴
岡山県小田郡金浦村（現・笠岡市）に生まれる。岡山一中、第一高等学校を経て、1921年東京帝国大学法学部政治学科を卒業。その後は文部省嘱託、鉄道省鉄道講習所講師、明治大学講師を経て、1928年法政大学教授に就任。政治学・政治史を講じていた。
学生時代より社会主義に共鳴し、1924年安部磯雄らと社会主義研究団体「日本フェビアン協会」を結成する。以後安部に付き従い、1932年安部を委員長とする社会大衆党が結成されると原も入党し中央執行委員になる。戦後は1945年の日本社会党結成に参加し、結党宣言を起草した。翌1946年第22回衆議院議員総選挙に旧東京1区より立候補し当選。以後当選8回。
人脈的には右派の系譜に属していたが、戦後連立政権の運営を巡って片山哲・西尾末広等とそりが合わなくなり、1951年の社会党分裂では左派社会党に所属した。以後護憲運動・日中国交回復運動に尽力。また1953年～1954年に、社会党議員としては初めて衆議院副議長を務めた。
1960年代に入り、佐々木更三派と江田三郎派の抗争が泥沼化する状況を憂い、有志議員と「挙党体制確立期性同盟」を結成、党内融和に努めた。このことで党内主流である佐々木派幹部の不興を買い、1967年の第31回衆議院議員総選挙では旧東京8区から立候補したものの、公認の遅れや２人目の候補擁立（佐々木派の依田圭五）の影響で落選（依田は当選）、政界引退を余儀なくされる。
1975年12月17日、急性肺炎のため逝去。享年81。
およそ政治家らしくない、謹厳実直な学究肌であったが、学生時代からの歌舞伎・講談・落語の愛好者という一面があり、8代目林家正蔵らとの交流があった。